# Estanislao Figueras

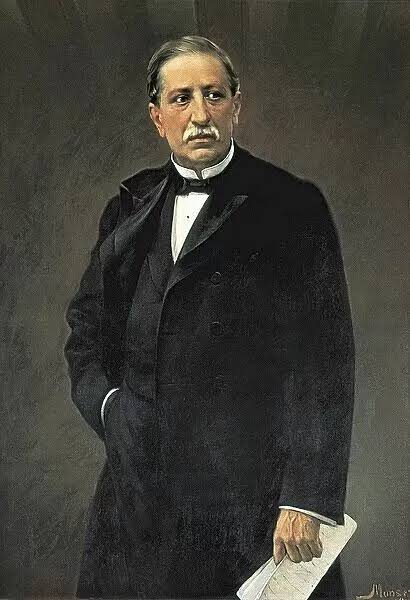
Estanislao Figueras.

Estanislao Figueras y Moragas (Estanislau Figueras i de Moragas på katalanska), född den 13 november 1819 i Barcelona, död den 11 november 1882 i Madrid, var en spansk politiker.
Figueras anslöt sig först till progressisterna, men övergick 1840 från dem till de då ännu ytterst fåtaliga republikanerna, måste snart för en tid lämna Madrid och återvände först 1848. Efter fåfänga försök att förverkliga sina republikanska idéer bosatte han sig som advokat i Tarragona. År 1850 invaldes han i cortes och bildade där tillsammans med Orense, Lozano med flera en republikansk grupp, deltog flera gånger i sammansvärjningar med republikens införande som syfte och fängslades 12 maj 1867 på Narváez befallning. Efter Isabellas fördrivande, 1868, var Figueras jämte Pi y Margall och Castelar ledare av den republikanska minoriteten och bekämpade den monarkiska författningen av 1869 samt hertigens av Montpensier och Amadeus tronkandidatur. Efter den senares tronavsägelse utnämndes Figueras, den 12 februari 1873, till "exekutiva maktens president" i den nybildade republiken, men nedlade redan i juni samma år detta uppdrag i händerna på cortes och genomdrev proklamerandet av en federativ republik. Efter återställandet av den bourbonska monarkin under Alfons XII (1874) drog sig Figueras tillbaka från det offentliga livet.